# Giulio Acquaviva
Giulio Acquaviva (Napoli, 4 maggio 1849 – Napoli, 30 giugno 1887) è stato un nobile e politico italiano, duca di Casalaspro e Pietragalla, appartenente alla famiglia dei duchi di Atri e conti di Conversano.

## Biografia
Liberale di orientamento conservatore, iniziò la sua vita politica a Giulianova, in Abruzzo, terra di origine della sua famiglia, insediatasi sin dal Quattrocento a Napoli. I titoli di duca di Casalaspro e Pietragalla gli provenivano dalla famiglia materna.
Venne eletto per tre volte deputato in Calabria, dove il collegio era saldamente nelle mani della famiglia Labonia, da cui proveniva la moglie. Morì a soli 38 anni a causa del vaiolo; non poté quindi succedere al padre nei titoli degli Acquaviva, che passarono alla figlia del fratello secondogenito Francesco, anch'esso premorto al padre.

## Ascendenza
|                                                          |   |                                         | Genitori                                     |  |  | Nonni |  |  | Bisnonni                                               |  |  | Trisnonni                                                |  |
|                                                          |   |                                         |                                              |  |  |       |  |  | Giulio Antonio Acquaviva d'Aragona, XIII duca di Nardò |  |  | Giovanni Girolamo Acquaviva d'Aragona, XII duca di Nardò |  |
|                                                          |   |                                         |                                              |  |  |       |  |  | Giulio Antonio Acquaviva d'Aragona, XIII duca di Nardò |  |  | Giovanni Girolamo Acquaviva d'Aragona, XII duca di Nardò |  |
|                                                          |   | Maria Giuseppa Spinelli                 |                                              |  |  |       |  |  | Giulio Antonio Acquaviva d'Aragona, XIII duca di Nardò |  |  |                                                          |  |
| Giovanni Girolamo Acquaviva d'Aragona, XIV duca di Nardò |   |                                         |                                              |  |  |       |  |  | Giulio Antonio Acquaviva d'Aragona, XIII duca di Nardò |  |  |                                                          |  |
|                                                          |   | Maria Teresa Spinelli                   | Antonio II Spinelli, VIII principe di Scalea |  |  |       |  |  |                                                        |  |  |                                                          |  |
|                                                          |   | Maria Teresa Spinelli                   | Antonio II Spinelli, VIII principe di Scalea |  |  |       |  |  |                                                        |  |  |                                                          |  |
|                                                          |   | Maria Teresa Spinelli                   | Giovanna de Cárdenas                         |  |  |       |  |  |                                                        |  |  |                                                          |  |
| Luigi Acquaviva d'Aragona, XV duca di Nardò              |   | Maria Teresa Spinelli                   |                                              |  |  |       |  |  |                                                        |  |  |                                                          |  |
|                                                          |   | Andrea Colonna, I principe di Stigliano | Marcantonio Colonna, III principe di Sonnino |  |  |       |  |  |                                                        |  |  |                                                          |  |
|                                                          |   | Andrea Colonna, I principe di Stigliano | Marcantonio Colonna, III principe di Sonnino |  |  |       |  |  |                                                        |  |  |                                                          |  |
|                                                          |   | Andrea Colonna, I principe di Stigliano | Giulia d'Avalos d'Aquino d'Aragona           |  |  |       |  |  |                                                        |  |  |                                                          |  |
| Maria Giulia Colonna di Stigliano                        |   | Andrea Colonna, I principe di Stigliano |                                              |  |  |       |  |  |                                                        |  |  |                                                          |  |
|                                                          |   | Cecilia Ruffo di Sant'Antimo            | Carlo Ruffo, V principe di Sant'Antimo       |  |  |       |  |  |                                                        |  |  |                                                          |  |
|                                                          |   | Cecilia Ruffo di Sant'Antimo            | Carlo Ruffo, V principe di Sant'Antimo       |  |  |       |  |  |                                                        |  |  |                                                          |  |
|                                                          |   | Cecilia Ruffo di Sant'Antimo            | Anna Cavaniglia di San Giovanni Rotondo      |  |  |       |  |  |                                                        |  |  |                                                          |  |
| Giulio Acquaviva, duca di Casalaspro e Pietragalla       |   | Cecilia Ruffo di Sant'Antimo            |                                              |  |  |       |  |  |                                                        |  |  |                                                          |  |
|                                                          | … | …                                       |                                              |  |  |       |  |  |                                                        |  |  |                                                          |  |
|                                                          | … | …                                       |                                              |  |  |       |  |  |                                                        |  |  |                                                          |  |
|                                                          | … | …                                       |                                              |  |  |       |  |  |                                                        |  |  |                                                          |  |
| Teodoro Milazzo, duca di Casalaspro e Pietragalla        | … |                                         |                                              |  |  |       |  |  |                                                        |  |  |                                                          |  |
|                                                          |   | …                                       | …                                            |  |  |       |  |  |                                                        |  |  |                                                          |  |
|                                                          |   | …                                       | …                                            |  |  |       |  |  |                                                        |  |  |                                                          |  |
|                                                          |   | …                                       | …                                            |  |  |       |  |  |                                                        |  |  |                                                          |  |
| Giulia Milazzo di Casalaspro                             |   | …                                       |                                              |  |  |       |  |  |                                                        |  |  |                                                          |  |
|                                                          |   | …                                       | …                                            |  |  |       |  |  |                                                        |  |  |                                                          |  |
|                                                          |   | …                                       | …                                            |  |  |       |  |  |                                                        |  |  |                                                          |  |
|                                                          |   | …                                       | …                                            |  |  |       |  |  |                                                        |  |  |                                                          |  |
| Vittoria Mormile                                         |   | …                                       |                                              |  |  |       |  |  |                                                        |  |  |                                                          |  |
|                                                          |   | …                                       | …                                            |  |  |       |  |  |                                                        |  |  |                                                          |  |
|                                                          |   | …                                       | …                                            |  |  |       |  |  |                                                        |  |  |                                                          |  |
|                                                          |   | …                                       | …                                            |  |  |       |  |  |                                                        |  |  |                                                          |  |
|                                                          |   | …                                       |                                              |  |  |       |  |  |                                                        |  |  |                                                          |  |